# 1749 en droit
Cet article présente les faits marquants de l'année 1749 en droit.

## Événements
- Au Suriname, Adoc, chef des Boni, noirs marrons en fuite, obtient l’indépendance. Un autre chef noir, Arabi, probablement musulman, se voit reconnaître le droit de fonder lui aussi une République, à condition de ne plus accepter de marrons[1].

- 17 avril : le hospodar Constantin Mavrocordato abolit le servage en Moldavie[2].

## Naissances
- 30 octobre : Guillaume Wittouck, jurisconsulte belge († 12 juin 1829).